# 타니모토 타카요시
타니모토 타카요시(谷本 貴義, たにもと たかよし , 1975년 4월 14일 ~ )는 일본 히로시마현 출신의 가수, 작사가, 작곡가, 편곡가이다.
별도 이름으로 TAKAYOSHI가 있고 기타리스트이며 작곡가인 이와사키 타카후미와 함께 TV 애니메이션 《드래곤볼 카이》 한정 유닛 〈Dragon Soul〉로도 활동하고 있다.

## 내력
구레시 고등학교 전문 학교 재학 때, 본마음으로 음악의 길에 뜻을 두고 20살에 상경한다. 1996년부터 스튜디오 뮤지션 활동을 시작해 2000년에 발표한 〈이 거리의 어딘가〉(この街のどこかに)가 커머셜 송으로 채택된다. 2001년에 〈One Vision〉으로 메이저 데뷔한다. 이후 애니메이션·특촬물 음악과 게임 음악 등을 중심으로 보컬 악곡 제공과 BGM 제작 아티스트 또는 프로듀스 등의 활동을 했으며 도쿄 지하철 후쿠토신 선, 도쿄 지하철 마루노우치 선 등의 역 출발 멜로디도 다수 작곡했다.
고등학교 시절에 짰던 밴드 동료에 전 D-SHADE의 YUJI 등이 있다. 엔카 가수 이부키 유리는 친척이다.

## 작품

### 싱글
| 매        | 발매일          | 제목                                              | 규격번호   | 레이블        | 비고 |
| --------- | --------------- | ------------------------------------------------- | ---------- | ------------- | ---- |
| 1st       | 2002년 1월 10일 | One Vision                                        | NECM-12023 | NEC 인터채널  |      |
| loop 명의 | 2003년 4월 23일 | 바람의 날개                                       | NECM-12044 | NEC 인터채널  |      |
| 2nd       | 2004년 4월 21일 | 너에게 이 목소리가 전해지도록                     | NECM-12073 | NEC 인터채널  |      |
| 3rd       | 2004년 4월 25일 | 태양의 트랜스폼/Calling you                       | NECM-12068 | NEC 인터채널  |      |
| 4th       | 2005년 4월 27일 | 보이지 않는 날개                                  | NECM-12023 | NEC 인터채널  |      |
| 5th       | 2007년 3월 12일 | 수권전대 게키레인저                               | COCC-16071 | 일본 콜럼비아 |      |
| 6th       | 2009년 5월 20일 | Dragon Soul                                       | COCC-16247 | 일본 콜럼비아 |      |
| 7th       | 2009년 6월 24일 | Yeah!Brake!Care!Brake!                            | COCC-16283 | 일본 콜럼비아 |      |
| 8th       | 2010년 7월 29일 | Heart                                             |            | 유한회사 버디 |      |
| 9th       | 2010년 12월 1일 | 하늘을 나는 용사! ×5                              | COCC-16434 | 일본 콜럼비아 |      |
| 10th      | 2011년 6월 22일 | WE ARE 크로스 하트! ver.×7 / Evolution & Digixros | COCC-16466 | 일본 콜럼비아 |      |
| 11th      | 2013년 4월 24일 | 비스트 사가                                       | COCC-16695 | 일본 콜럼비아 |      |
| 12th      | 2014년 6월 18일 | 공·전·절·후                                       | COCC-16867 | 일본 콜럼비아 |      |
| 13th      | 2015년 12월 1일 | 치바 제트의 노래                                  |            | Force Record  |      |

### 앨범

#### 오리지널 앨범
| 매  | 발매일          | 제목              | 규격번호   | 레이블        |
| --- | --------------- | ----------------- | ---------- | ------------- |
| 1st | 2012년 7월 1일  | Heartfelts        | TCLC-002   | Crave record  |
| 2nd | 2015년 1월 14일 | THE BEST ELEMENTS | COCX-38942 | 일본 콜럼비아 |
| 3rd | 2017년 8월 2일  | Time for life     | OCHC-1009  | 오렌지 차임   |

#### 프로듀스 앨범
| 매  | 발매일           | 제목                                     | 규격번호   | 레이블        |
| --- | ---------------- | ---------------------------------------- | ---------- | ------------- |
| 1st | 2012년 12월 12일 | 애니메이션 송 커버 실렉션 ~BATTLE&YELL!! | UMCA-10013 | 유니버설 뮤직 |

#### 컴필레이션
| 발매일           | 제목                                                                  | 악곡                                         | 레이블                                   |
| ---------------- | --------------------------------------------------------------------- | -------------------------------------------- | ---------------------------------------- |
| 2002년 12월 25일 | 디지몬 악곡 100 타이틀 기념 작품 ~We Love DiGiMONMUSiC~               | 용기를 이어받은 아이들에게                   | 인터채널                                 |
| 2003년 11월 27일 | 가면라이더 555 송 콜렉션                                              | existence ~KAIXA~ nized dice                 | avex mode                                |
| 2005년 8월 24일  | 태고의 달인 깜짝! 애니메이션 스페셜 대열창! 노래 축제                 | Happy & Peace                                | 콜롬비아 뮤직 엔터테인먼트               |
| 2005년 8월 24일  | 태고의 달인 깜짝! 애니메이션 스페셜 대열창! 노래 축제                 | 화태고전대 돈렌쟈                            | 콜롬비아 뮤직 엔터테인먼트               |
| 2005년 8월 24일  | 태고의 달인 깜짝! 애니메이션 스페셜 대열창! 노래 축제                 | 안녕! 태코 서머                              | 콜롬비아 뮤직 엔터테인먼트               |
| 2005년 8월 24일  | 태고의 달인 깜짝! 애니메이션 스페셜 대열창! 노래 축제                 | 다쟈레 de 오샤레                             | 콜롬비아 뮤직 엔터테인먼트               |
| 2007년 6월 27일  | 오늘부터 마왕! 시작의 여행 악단                                       | 달리는거야!                                  | avex mode                                |
| 2007년 12월 6일  | 수권전대 게키레인저 게키우타 전곡집                                   | 저 높은 하늘로                               | 콜롬비아 뮤직 엔터테인먼트               |
| 2007년 12월 6일  | 수권전대 게키레인저 게키우타 전곡집                                   | Burning up! ~열정을 이어받아~                | 콜롬비아 뮤직 엔터테인먼트               |
| 2008년 5월 21일  | PSP 시작의 한 걸음 오리지널 사운드 트랙                               | Burning Heart                                | 콜롬비아 뮤직 엔터테인먼트               |
| 2008년 7월 10일  | 드래그 레이스 ２ 사운드 트랙                                          | Change your BEAT                             | 콜롬비아 뮤직 엔터테인먼트               |
| 2008년 7월 10일  | 드래그 레이스 ２ 사운드 트랙                                          | Break up!                                    | 콜롬비아 뮤직 엔터테인먼트               |
| 2009년 11월 4일  | 드래곤볼 송 콜렉션                                                    | 울트라 슈퍼드래곤 솔                         | 콜롬비아 뮤직 엔터테인먼트               |
| 2010년 4월 28일  | ミニアルバム 天装戦隊ゴセイジャー                                     | 撃て! その殻を打ち破れ!                      | 콜롬비아 뮤직 엔터테인먼트               |
| 2011년 5월 18일  | 海賊戦隊ゴーカイジャー オリジナルアルバム お宝サウンドボックス 1      | 豪快全開ダッシュ!                            | 콜롬비아 뮤직 엔터테인먼트               |
| 2013년 4월 24일  | ミニアルバム 獣電戦隊キョウリュウジャー（1）                          | 闘え! キョウリュウジャー                     | 콜롬비아 뮤직 엔터테인먼트               |
| 2013년 5월 1일   | 宇宙戦艦ヤマト Project Yamato 2199                                    | 宇宙戦艦ヤマト                               | ランティス                               |
| 2014년 3월 26일  | V-ANIME collaboration -homme-                                         | 「FLYING IN THE SKY」（機動武闘伝Gガンダム） | 徳間ジャパン                             |
| 2014년 5월 14일  | V-ANIME collaboration -femme-                                         | プラチナ                                     | 徳間ジャパン                             |
| 2015년 7월 29일  | ミニアルバム 手裏剣戦隊ニンニンジャー(2)                              | 忍んでる場合じゃない!!                       | コロムビアミュージックエンタテインメント |
| 2018년 5월 30일  | 太鼓の達人 オリジナルサウンドトラック りんごあめ                      | Fly away                                     | クラリスディスク                         |
| 2018년 8월 29일  | 快盗戦隊ルパンレンジャーVS警察戦隊パトレンジャー VSソングコレクション | M・A・X POWER                                | 日本コロムビア                           |

### 타이업 목록
| 악곡                            | 타이업                                                                   | 시기   |
| ------------------------------- | ------------------------------------------------------------------------ | ------ |
| One Vision                      | テレビアニメ『デジモンテイマーズ』 挿入歌                                | 2002년 |
| 風のつばさ                      | テレビアニメ『クラッシュギア・ニトロ』オープニング主題歌                 | 2003년 |
| existance                       | 特撮ドラマ『仮面ライダー５５５』 イメージソング                          | 2003년 |
| Calling you                     | テレビアニメ『トランスフォーマー・スーパーリンク』エンディングテーマ     | 2004년 |
| 너에게 이 목소리가 닿도록       | TV 애니메이션『금색의 갓슈벨!!』제2기 오프닝 테마                        | 2004년 |
| 보이지 않는 날개                | TV 애니메이션『금색의 갓슈벨!!』제 3기 오프닝 테마                       | 2005년 |
| はじまりの旅                    | PS2ゲーム 『今日からマ王！』主題歌                                       | 2006년 |
| 獣拳戦隊ゲキレンジャー          | 特撮ドラマ『獣拳戦隊ゲキレンジャー』オープニングテーマ                   | 2007년 |
| 高みの空へ                      | 特撮ドラマ『獣拳戦隊ゲキレンジャー』挿入歌                               | 2007년 |
| Burning up!～情熱を受け継いで～ | 特撮ドラマ『獣拳戦隊ゲキレンジャー』挿入歌                               | 2007년 |
| Change your BEAT!               | DSゲーム『カスタムビートバトル ドラグレイド』主題歌                      | 2007년 |
| Break up!                       | DSゲーム『カスタムビートバトル ドラグレイド』挿入歌                      | 2007년 |
| Burning heart!                  | ＰＳＰゲーム 『はじめの一歩』主題歌                                      | 2008년 |
| 炎神ファーストラップ            | 特撮ドラマ『炎神戦隊ゴーオンジャー』エンディング                         | 2008년 |
| Dragon soul                     | テレビアニメ『ドラゴンボール改』オープニングテーマ                       | 2009년 |
| Yeah! Break! Care! Break!       | テレビアニメ『ドラゴンボール改』エンディングテーマ                       | 2009년 |
| 撃て！その殻を打ち破れ ！       | 特撮ドラマ『天装戦隊ゴセイジャー』挿入歌                                 | 2010년 |
| たまきゅう                      | 教育コンテンツ 『あたまの給食！「たまきゅう」主題歌』                    | 2010년 |
| Heart                           | OVAアニメ『好きです鈴木くん！』エンディングテーマ                        | 2010년 |
| Evolution & Digixros            | テレビアニメ『デジモンクロスウォーズ』 挿入歌                            | 2011년 |
| Dark Night                      | テレビアニメ『デジモンクロスウォーズ』 挿入歌                            | 2011년 |
| We are クロスハート！x7         | テレビアニメ『デジモンクロスウォーズ』 挿入歌                            | 2011년 |
| 豪快全開ダッシュ！              | 特撮ドラマ『海賊戦隊ゴーカイジャー』挿入歌                               | 2011년 |
| ビーストサーガ                  | テレビアニメ『ビーストサーガ』オープニングテーマ                         | 2013년 |
| Wake me up!                     | テレビアニメ『ビーストサーガ』エンディングテーマ                         | 2013년 |
| 闘え！キョウリュウジャー        | 特撮ドラマ『獣電戦隊キョウリュウジャー』挿入歌                           | 2013년 |
| ビュンビュン!トッキュウジャー   | 特撮ドラマ『烈車戦隊トッキュウジャー』エンディング                       | 2014년 |
| 空・前・絶・後                  | テレビアニメ『ドラゴンボール改 ～魔人ブウ編～』オープニングテーマ        | 2014년 |
| 忍んでる場合じゃない！          | 特撮ドラマ『手裏剣戦隊ニンニンジャー』挿入歌                             | 2015년 |
| 千葉ジェッツの歌                | プロバスケチーム千葉ジェッツ公式応援歌                                   | 2015년 |
| 今日から                        | TBS『イベントGO！』オープニングテーマ                                    | 2017년 |
| Spiral                          | フジテレビ系『魔女に言われたい夜～正直過ぎる品定め～』エンディングテーマ | 2017년 |

### 코러스
- 무슨 이 정도 보자기 맨
  - 노래: 미즈키 이치로

## 제공

### 作詞
- 獣拳戦隊ゲキレンジャー「Just make it out!」
- 藤重政孝「KEEP YOUR STYLE」
- TVアニメ黒執事IIキャラクターソング『葬儀屋、笑唱』「大葬戯曲」
- TVアニメ黒執事IIキャラクターソング『葬儀屋、笑唱』「ようこそ葬儀屋へ」

### 作曲
- テニスの王子様　キャラクターソング「Trial of luck」（作曲・編曲）
- テニスの王子様　キャラクターソング「PERFECT GAME」（作曲）
- 炎神戦隊ゴーオンジャー　キャラクターソング「夢の翼」（作曲）
- 薄桜鬼 遊戯録　主題歌「青空ボタン」（作曲・編曲）
- 『薄桜鬼』 主題歌「十六夜涙」（作曲）
- コレジャナイロボ絵描き歌（作曲・編曲）
- スイートプリキュア♪　イメージソング「夢色パズル」（作曲・編曲）
- 薄桜鬼 3DS主題歌 「星標」（作曲・編曲）
- 吉岡亜衣加　シングル「一輪の花」（作曲）
- 雪乃 アルバム 「Never Cry」（作曲・編曲）
- 君のいる町 c/w「Reasons」桐島青大(cv 細谷佳正) （作曲・編曲）
- 『動物戦隊ジュウオウジャー』　エンディング主題歌「レッツ! ジュウオウダンス」（作曲）
- 『アプリゲーム　逆襲のファンタジカ：ブラッドライン』主題歌「BE THE ONE」（作曲・編曲）
- 『プリキュア つながるぱずるん』主題歌「ツナガレ!」（作詞・作曲・編曲）
- 『ブラウザゲーム戦国武将姫muramasa艶』主題歌「希望の刃」（作詞・作曲・編曲）
- 魂の三兄弟(串田アキラ、宮内タカユキ、MoJo) 「正義の兵リベリオン」(作曲・編曲)
- 佐久間小太郎／コグマスカイブルー(田口翔大)「BLUE SKY BOY」(作曲・編曲)
- 松本梨香 「彼岸花」(作曲・編曲)

### 発車メロディ・接近メロディ
- 東京メトロ丸ノ内線
  - 南阿佐ヶ谷A線「ひかりの反射」
  - 新高円寺A線「Blue sky」
  - 新中野A線「Comical Train」
  - 中野坂上A線「Endress Trip」
  - 新宿三丁目B線「ひとやすみ」
  - 霞ヶ関A線「Tokyo Line」
  - 淡路町A線「Safety」
  - 新大塚A線「もうすぐ扉が閉まります」
  - 車上A線「街並みはるか」

- 東京メトロ副都心線
  - 氷川台A線「もう来ます」
  - 小竹向原B線【4番線】「無休」
  - 池袋B線「Morning station」
  - 雑司が谷A線「シーサイド」
  - 北参道A線「ぐるぐる」
  - 明治神宮前B線「ゆっくり行こう」

- 東京メトロ有楽町線
  - 桜田門【1番線】「雪景色」（谷本貴義 MI 名義）
  - 桜田門【2番線】「地下鉄が好き」（谷本貴義 MI 名義）
  - 市ヶ谷【1番線】「common」（谷本貴義 MI 名義）
  - 池袋【3番線】「bright」（谷本貴義 MI 名義）
  - 要町【1番線】「休みながら」（谷本貴義 MI 名義）
  - 車両用②「rapid」（谷本貴義 MI 名義）

### 編曲
- おねがいマイメロディ　MYMELO REMIX 白盤
- おねがいマイメロディ　MYMELO REMIX 黒盤
- 三原じゅん子「セクシーナイト」(Digital Rock ver.)
- 石井明美「CHA-CHA-CHA」(Lovely ver.)
- 岩崎良美「タッチ」（Trance ver.)
- ニンテンドーDS株トレーダー　スタッフロール曲「I'll Be There」
- となグラ!「絶対レンアイ感!」（渡辺美佳との共作）
- おとぎ銃士 赤ずきん　「ひみつ」（渡辺美佳との共作）
- いぬかみっ!「ハートにぴったんこ」（渡辺美佳との共作）
- 野川さくら「Dual Love on the planet 〜葉ノ香〜」（渡辺美佳との共作）
- 堀江美都子「たいせつなたからもの」
- 水木一郎「〜デビュー40周年記念〜ヒーローソングメドレー」
- 劇場版 ゲゲゲの鬼太郎主題歌 「ゲゲゲの鬼太郎 鬼太郎の幽霊電車3D」
- 吉岡亜衣加　薄桜鬼DS OP主題歌「散らない花」
- 吉岡亜衣加　薄桜鬼DS ED主題歌「ひとしずく」
- 吉岡亜衣加　薄桜鬼 遊戯録「青空ボタン」
- 吉岡亜衣加　「ねぇ、もしも2人が…」
- 吉岡亜衣加　「こぼれるメロディーは風唄に」
- 吉岡亜衣加　「緑桜」
- アニメソングカバーセレクション「BATTLE＆YELL!!」「愛をとりもどせ ! !」
- アニメソングカバーセレクション「BATTLE＆YELL!!」「魂のルフラン」
- アニメソングカバーセレクション「BATTLE＆YELL!!」「ルパン三世のテーマ」
- 竹内浩明　大怪獣ラッシュ ウルトラフロンティア主題歌
- 谷本貴義 ドラゴンボールヒーローズ　邪悪龍ミッション主題歌
- 谷本貴義 ドラゴンボールヒーローズ　ゴッドミッション主題歌
- 山口勝平「怒りをくれよ」
- 山口勝平「Just tonight」
- 高橋りな「戦いの始まり」

## 출연

### 라디오
- 라디오 도치기·이바라키 방송 《타니모토 타카요시의 커맨드 G!》 (2004년 3월 ~ 2005년 4월)
- 라디오 NIKKEI 《타니모토 타카요시의 Overdrive!!》 (2005년 5월 ~ 11월)

### 성우
- THE 로봇 만들자구ㅅ! 격투!로봇 파이트 (스도우 히카루 역)
- 좋아해요 스즈키 군!! 공식 팬북 OVA (고교생 역)

### 텔레비전
- 애니파라 음악관#097,215,227